# Megfáradt ember szobor

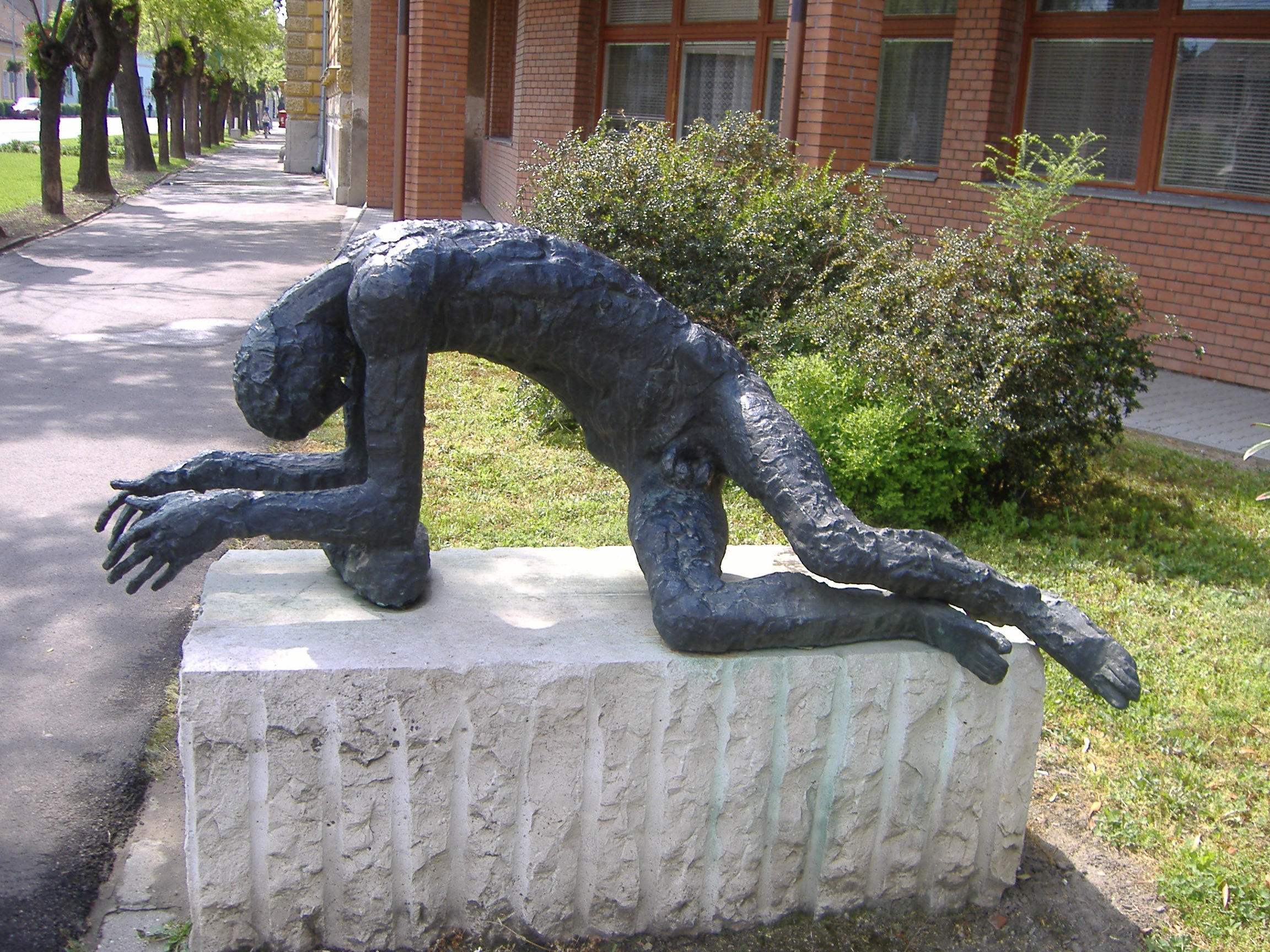
A szobor a múzeum előtt

A Megfáradt embert ábrázoló szobor Makó belvárosában található, a József Attila Múzeum bejárata előtt, jobb oldalon. Somogyi József alkotása. A mészkő posztamensre helyezett bronzszobrot József Attila azonos című versének keletkezésének 60. évfordulóján, 1983 decemberében állították fel. Avatóján Czine Mihály irodalomtörténész mondott beszédet.
A Megfáradt ember egy kimerülten leroskadó férfialak; a kifejező mozdulat a vers hangulatát jeleníti meg, amelyet a szobrász egy függőlegesen barázdált oldalú mészkőhasábra helyezett. A múzeum épületének jellegzetes karakterét adja a szobor, a tégla homlokzatot gazdagító Varga Imre nagy méretű plasztikája mellett.

## A vers
A Megfáradt ember című írás 1923-ban jelent meg a Makói Friss újságban. Ez a költemény a fiatal költő egyik legkiforrottabb alkotásai közé sorolható. „Alaphangulata a fásultság, a rezignáció, a melankólia, ám a mű mégsem válik tragikus hangvételűvé. A hazafelé tartó parasztemberek fizikai fáradtságáról saját lelki terheire asszociál, de a természet közelségében megpihenő költőben végül feloldódik, harmóniává válik minden gond.”

## Vélemények
Tóth Ferenc így írt erről a Csongrád Megyei Hírlap 1984. január 25-én megjelent cikkében: „Somogyi József tökéletesen tudott azonosulni a vers kettős hangulatával, és a József Attila-i életmű kettősségével. Amikor Makó városától ezt a megbízást kapta, a költőhöz hasonlóan őreá is ránehezedett az élet nyomasztó, talán fojtogató súlya. Benne lappangott már közeli betegsége. Lelkében átélte a lét és nemlét dermesztő tragédiáját, de a jövőért való tenni akarás ösztöne betegségének mélypontján is munkált benne.”
Draskóczy Ede érzékletesen fogalmazott Ahogy én látom című írásában: „Az én számomra ez az elnyúló, lehorgasztott fejű, lepihenni vágyó, férfit mintázó figura az egész Emberiség megfáradását jelképezi. Az Emberiséget, amely szabadulni akar a háborúktól, megaláztatásoktól. És benne van a testi és szellemi megterhelésektől megfáradt József Attila proletárnyomora, küszködése. És benne van a kinyújtott göcsörtös kezekben a fohászkodás és a hit a megváltást ígérő jövőben. És benne van Attilának Makóhoz való kötődése, ahol szeretett jó komákra talált.”